# Phnom Aoral
A Phnom Aoral Kambodzsa legmagasabb csúcsa, mely a Kardamom-hegység (Kravanh-hg.) keleti részén fekszik, magassága 1813 méter.